# Clubul Sportiv Dinamo București (pallavolo maschile)
Il Clubul Sportiv Dinamo București  è una società pallavolistica maschile rumena con sede a Bucarest: milita nel campionato di Divizia A1.

## Storia
La società nasce nel 1948 dalla fusione tra altri club di pallavolo. Dopo soli cinque anni dalla sua fondazione ottiene la vittoria del primo campionato nazionale. La prima vittoria internazionale giunge nel 1966, con la vittoria della Coppa dei Campioni, contro i rivali nazionali del Rapid, anch'essi di Bucarest. L'anno successivo è una copia del precedente: stessa finale e stesso risultato. Nel 1968 la Dinamo è invece sconfitta in finale, contro lo Spartak Brno.
Nel 1974 e nel 1977 arriva nuovamente in finale, dove però viene sconfitta dai più titolati russi del CSKA Mosca. Per tornare alla vittoria bisogna aspettare il 1979, con la conquista della Coppa delle Coppe. L'ultimo trofeo internazionale è datato 1981, anno dell'ultima Coppa dei Campioni.

In campo nazionale conquista numerose vittorie; da ricordare le vittorie consecutive tra il 1972 e il 1977. L'ultima vittoria risale al 1995. Nella stagione 2018-19 conquista per la seconda volta la Coppa di Romania, successo ottenuto anche nell'edizione 2020-21.

## Rosa 2014-2015
| N° | Nome               | Ruolo | Data di nascita   | Nazionalità sportiva |
| -- | ------------------ | ----- | ----------------- | -------------------- |
| 1  | Marius Şoloc       | C     | 27 settembre 1984 | Romania              |
| 2  | Mircea Roman       | S/O/C | 14 dicembre 1979  | Romania              |
| 3  | Alexandru Drăgușin | S     | 16 giugno 1994    | Romania              |
| 5  | Hiroshi Centelles  | S/O   | 14 agosto 1990    | Cuba                 |
| 6  | Dimitar Ivanov     | S     | 6 febbraio 1986   | Bulgaria             |
| 7  | Cătălin Dobre      | S     | 28 luglio 1994    | Romania              |
| 8  | Ștefan Romanescu   | S     | 8 febbraio 1987   | Romania              |
| 9  | Miloš Antonić      | P     | 17 giugno 1987    | Serbia               |
| 10 | Bogdan Mureșan     | C     | 10 aprile 1986    | Romania              |
| 12 | Ionuţ Harbuz       | S     | 6 gennaio 1981    | Romania              |
| 14 | Srdjan Pantelić    | L     | 14 settembre 1988 | Serbia               |
| 15 | Răzvan Bogdan      | P     | 15 luglio 1989    | Romania              |

## Palmarès
- Campionato rumeno: 19

1952-53, 1957-58, 1971-72, 1972-73, 1973-74, 1974-75, 1975-76, 1976-77, 1978-79, 1979-80,
1980-81, 1981-82, 1982-83, 1983-84, 1984-85, 1990-91, 1991-82, 1993-94, 1994-95
- Coppa di Romania: 3

2010-11, 2018-19, 2020-21
- Supercoppa rumena: 2

2021, 2022
- Coppa dei Campioni: 3

1965-66, 1966-67, 1980-81
- Coppa delle Coppe: 1

1978-79